# ماتيو بيريز
ماتيو بيريز (بالإيطالية: Matteo Pérez)‏ هو نحات ورسام إيطالي، ولد في 1547 في أليزيو في إيطاليا، وتوفي في 1616 في ليما في بيرو.